# Bobby Hamilton
Charles Robert "Bobby" Hamilton, född den 29 maj 1957 i Nashville, Tennessee, USA, död den 7 januari 2007 i Mt. Juliet, Tennessee, USA, var en amerikansk racerförare. Hans son Bobby Hamilton Jr., är också racerförare.

## Racingkarriär
Hamilton tävlade på kortbanor som ung, men fick sitt genombrott när han fick köra en bil tänkt för filminspelningen av Days of Thunder på Phoenix International Raceway, då han kvalade in som femma, och ledde fem varv under tävlingen innan ett motorhaveri. Hans första hela säsong kom 1991 med Tri-Star Motorsports, och lyckades bli bäste rookie. Efter det följde några år med mager utdelning, innan Hamilton fick kontrakt med Petty Enterprises för säsongen 1995. Han slutade på fjortonde plats sammanlagt under sin första säsong med teamet, följt av sin karriärs mest framgångsrika säsong 1996, som innebar en niondeplats totalt, och hans första seger i Winston Cup på Phoenix. Han vann på North Carolina Speedway 1997, men en trettondeplats totalt räckte inte för att få nytt kontrakt med Petty. Han körde därefter för Morgan-McClure Motorsports, för vilka han vann vårracet på Martinsville 1998. Han slutade tia i mästerskapet, vilket var hans andra och sista placering bland topp 10 sammanlagt i cupserien. En sista seger på Talladega kom 2001 med Andy Petree Racing, i ett race utan en enda gulflagg, och där Hamilton blev så trött att han nästan svimmade efter målgång, och behövde syrgas efter att ha kommit ur bilen. Han startade sedan Bobby Hamilton Racing, där han nådde stora framgångar i NASCAR Craftsman Truck Series, där han också vann titeln säsongen 2004, vilket gjorde honom till en del av den exklusiva skara förare som vunnit NASCAR-sanktionerade serier för sina egna team.

## Sjukdom och död
Hamilton annonserade att han drabbats av nackcancer den 17 mars 2006. Han blev behandlad utan framsteg och han blev allt sämre. Hamilton anställde Ken Schrader att köra hans bil för säsongen 2007, men det skulle aldrig Hamilton få uppleva, då han somnade in den 7 januari 2007, 49 år gammal. Kyle Busch har sedan beskedet kört med tributlack på sin bil i truckserien för att hylla Hamilton.